# Éditions Horay
 (septembre 2017).
Si vous disposez d'ouvrages ou d'articles de référence ou si vous connaissez des sites web de qualité traitant du thème abordé ici, merci de compléter l'article en donnant les références utiles à sa vérifiabilité et en les liant à la section « Notes et références ».
Les Éditions Horay sont une maison d'édition française fondée en 1946 par Pierre Horay et située à Paris.

## Historique
En 1946, Pierre Horay (1910-1978) acquiert les éditions de Flore et crée les éditions Horay. Elles sont dirigées, depuis sa mort en 1978, par sa fille Sophie Horay. 
Pierre Horay est un éditeur « différent », original et éclectique, célèbre pour ses coups de cœur et ses audaces, féru d’avant-garde, d'art 1900 comme d’art moderne. 
De 1946 à 1970, il publie beaucoup de romans. Puis, au gré des humeurs et des années, c'est une littérature « buissonnière » d'entretiens (« Paroles »), féministe (« Femmes en mouvement »), singulière (« Les Singuliers »), des biographies, des mémoires, de l'histoire, de l'humour (« Pschitt », « En verve » et « Cabinet de curiosité(s) »). 
Cette maison a été et est toujours très éclectique, alliant la littérature pure au document, à l’image, à l’humour et à l’insolite. 
Dans les années 1960, trois de ses livres deviennent des best-sellers mondiaux : Le Pays où l'on n'arrive jamais d'André Dhôtel, prix Femina 1955, J’attends un enfant et J’élève mon enfant de Laurence Pernoud. 
Dans les années 1970, cette maison atypique s’ouvre sur l’image, les albums insolites (Canards du siècle passé), la BD (Little Nemo, Barbarella) et l’art contemporain (Méta de Jean Tinguely). 
Dans les années 1980-90, ce sont des best-sellers pour la famille : Chat-Plume, À ma mère, L’Album de bébé, L’Art d’être grand-mère, L'Art d'être grand-père …
Après l’an 2000, paraît le 1 000e livre, Chier dans le cassetin aux apostrophes ainsi que des livres de jeux de mots, de perles, d'argots…
En 2015, les éditions Horay ont rejoint le Groupe Albin Michel.